# HMAS Maitland (ACPB 88)
Le PBAT Sentinel, anciennement HMAS Maitland (ACPB 88), est un patrouilleur de classe Armidale de la Royal Australian Navy (RAN).

## Conception et construction
Les patrouilleurs de la classe Armidale mesurent 56,8 mètres de long, avec une largeur de 9,7 mètres, un tirant d'eau de 2,7 mètres et un déplacement standard de 270 tonnes. Leur coque en V est fabriquée en alliage d’aluminium, et chaque navire est construit selon une combinaison des normes Det Norske Veritas pour les engins légers à grande vitesse et des exigences de la RAN. Les patrouilleurs de classe Armidale peuvent se déplacer à une vitesse maximale de 25 nœuds (46 km/h) et sont propulsés par deux arbres d'hélice, chacun relié à un moteur Diesel MTU 16V M70. Les navires ont une autonomie de 3000 milles marins (5600 km) à une vitesse de 12 nœuds (22 km/h), ce qui leur permet de patrouiller autour des territoires lointains de l’Australie. Ils sont conçus pour des patrouilles standards de 21 jours, avec une autonomie maximale de 42 jours,.
L’armement principal des patrouilleurs de classe Armidale est un affût stabilisé de canon Rafael Typhoon, équipé d’un canon mitrailleur de 25 millimètres M242 Bushmaster. Deux mitrailleuses de 12,7 millimètres (0,50 pouce) sont également transportées. Les opérations d’embarquement sont effectuées par deux bateaux pneumatiques semi-rigides (RHIB) de 7,2 mètres propulsés par hydrojet. Chaque RHIB est stocké dans son bossoir dédié, et est capable d’opérer indépendamment du patrouilleur car il transporte son propre équipement de communication, de navigation et de sécurité,.
Chaque patrouilleur dispose d’un équipage standard de 21 personnes, avec un maximum de 29 personnes,,. Un compartiment d’hébergement auxiliaire de 20 couchettes a été inclus dans la conception pour le transport de soldats, de pêcheurs illégaux ou d’immigrants clandestins arrêtés. Dans les deux derniers cas, le compartiment peut être fermé de l’extérieur. Cependant, un dysfonctionnement dans les installations de traitement des eaux usées à bord du HMAS Maitland en août 2006 a envoyé du sulfure d'hydrogène et du monoxyde de carbone dans le compartiment, intoxicant quatre marins travaillant à l’intérieur, sans causer leur mort. Après cela, l’utilisation du compartiment pour l’hébergement a été interdite dans toute la classe,.

## Historique opérationnel

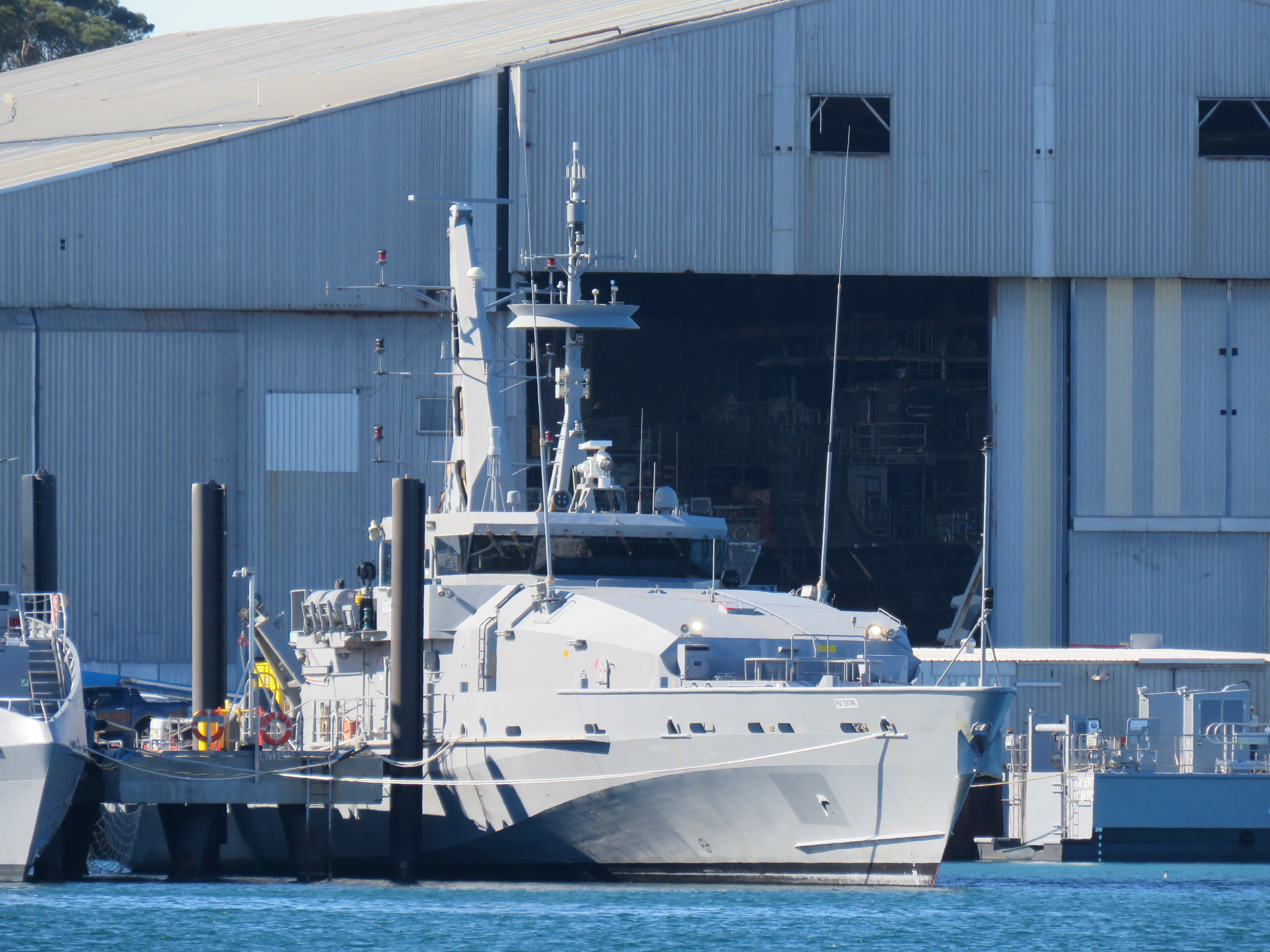
L’ex-HMAS Maitland, maintenant désarmé et rebaptisé PBAT 'Sentinel', au chantier naval Austal à Henderson (Australie-Occidentale) en juillet 2022

Le HMAS Maitland a été construit par Austal à son chantier naval de Henderson, Australie-Occidentale. Il a été mis en service dans la RAN le 29 septembre 2006 à Newcastle (Nouvelle-Galles du Sud). Un jour plus tard, le navire a obtenu le droit de liberté d’entrée dans la ville de Maitland dont il porte le nom.
Le HMAS Maitland est affecté à la division Assail et est basé à Darwin. Il a été désarmé le 29 avril 2022 à son port d'attache de Darwin (HMAS Coonawarra).
Après avoir été mis hors service, le navire a été sélectionné pour être converti en navire autonome sans équipage dans le cadre d’un essai d’intelligence artificielle. Austal a réaménagé le navire pendant 18 mois. Une fois ces travaux terminés, le navire a été utilisé pour une série de tests et d’essais.
Le 24 avril 2024, il a été annoncé que le PBAT Sentinel avait terminé avec succès ses essais en mer,.